# Напролом (фільм, 1991)
Напролом (англ. The Hard Way) — американський бойовик 1991 року.

## Сюжет
Голлівудський актор Нік Ленг хоче зіграти роль відважного детектива. Але для цього йому потрібно дізнатися, як бути поліцейськім в реальному житті. По телевізору Нік бачить лейтенанта Джона Мосса який дає інтерв'ю після того, як упустив серійного вбивцю. Щоб якнайкраще дізнатися про свій новий персонаж, Ленг відправляється в Нью-Йорк, де знайомиться з Моссом, який повинен допомогти йому освоїти поліцейські прийоми. Всупереч наказам начальства Джон продовжує полювання за небезпечним маніяком, а в цей час голлівудська знаменитість всіляко плутається у нього під ногами.

## У ролях
| Актор            | Роль                        |
| ---------------- | --------------------------- |
| Майкл Джей Фокс  | Нік Ленг                    |
| Джеймс Вудс      | детектив Джон Мосс          |
| Стівен Ленг      | Кайфолом                    |
| Аннабелла Шіорра | Сьюзен                      |
| Джон Каподіче    | детектив Грейні             |
| Луїс Гузман      | детектив Бенні Пулі         |
| LL Cool J        | детектив Біллі              |
| Мері Мара        | детектив Чайна              |
| Делрой Ліндо     | капітан Брікс               |
| Конрад Робертс   | Візерспун, торговець зброєю |
| Пенні Маршалл    | Енджі, агент Ніка           |
| Крістіна Річчі   | Бонні                       |
| Джордж Чунг      | наркоторговець              |
| Майкл Бадалукко  | доставщик піци              |

## Саундтрек
| Список треків | Список треків                      | Список треків |
| #             | Назва                              | Тривалість    |
| ------------- | ---------------------------------- | ------------- |
| 1.            | «The Big Apple Juice»              | 4:33          |
| 2.            | «Cirque Du Parte Crasher»          | 3:29          |
| 3.            | «Manhatten Tow Truck»              | 3:06          |
| 4.            | «Ghetto A La Hollyweird»           | 2:46          |
| 5.            | «He Said/She Dead»                 | 2:44          |
| 6.            | «Big Girls Dont Cry»               | 2:23          |
| 7.            | «Where Have You Gone»              | 2:14          |
| 8.            | «Transit Authority»                | 2:08          |
| 9.            | «Gas Attack»                       | 1:56          |
| 10.           | «Killer Lang»                      | 1:56          |
| 11.           | «Smoking Gun II»                   | 1:49          |
| 12.           | «Top of the World»                 | 1:45          |
| 13.           | «The Good, the Badge and the Ugly» | 1:31          |
| 14.           | «Run Around Sue»                   | 1:29          |
| 33:49         |                                    |               |